# アルマンド・シルベストレ
アルマンド・シルベストレ（Armando Silvestre、1926年1月6日 - 2024年6月2日）は、メキシコの俳優である。カリフォルニア州サンディエゴ出身。1948年のデビュー以来、190本以上の映画作品に出演している。
2024年6月2日にカリフォルニア州コロナドで死去。98歳没。死因は潰瘍とされる。

## フィルモグラフィー

### 映画
- 真昼の死闘（1970年）
- 鷲と鷹（1970年）